# Горбунов, Арнольд Матвеевич
Арнольд Матвеевич Горбунов (1 января 1926, Карачев, Брянская губерния, РСФСР, РФ — 21 января 2014, Москва, РФ) — советский и российский библиограф, историк и филолог, кандидат филологических наук, заслуженный работник культуры РСФСР (1975).

## Биография
Родился 1 января 1926 года в Карачеве. Отец — Матвей Алексеевич являлся профессором философии и ректором ГИТИСа, мать — Зоя Дмитриевна являлась педагогом. Вскоре после рождения переехал в Москву и посвятил этому городу всю свою долгую плодотворную жизнь. Один из первых студентов МГИМО, который поступил туда в 1944 году, сразу же после открытия учебного заведения в том же году, который он окончил в 1949 году, в том же году поступил в аспирантуру ИМЛИ, которую он окончил в 1953 году. В дальнейшем жизнь и работа у него будет связана с ГБЛ, куда он устроился в 1955 году и работал фактически до самой смерти. Заведовал сектором художественной литературы и искусства.
Скончался 21 января 2014 года в Москве.

## Научная деятельность
Основные научные работы посвящены проблемам организации и саморегуляции чтения, а также библиографированию произведений мировой художественной литературы и искусства. Автор свыше 100 научных работ.